# Nimboa
Nimboa is een geslacht van insecten uit de familie van de dwerggaasvliegen (Coniopterygidae), die tot de orde netvleugeligen (Neuroptera) behoort.

## Soorten
- N. adelae Monserrat, 1985
- N. albizziae Kimmins, 1952
- N. asadeva Rausch & H. Aspöck, 1978
- N. basipunctata Withycombe, 1925
- N. bifurcata Meinander, 1998
- N. capensis Tjeder, 1957
- N. espanoli Ohm, 1973
- N. guttulata Navás, 1914
- N. immaculata Withycombe, 1925
- N. kasyi Rausch & H. Aspöck, 1978
- N. macroptera H. Aspöck & U. Aspöck, 1965
- N. manselli Meinander, 1998
- N. marroquina Monserrat, 1985
- N. pallida Sziráki & Greve, 1996
- N. pauliani Kimmins, 1960
- N. ressli H. Aspöck & U. Aspöck, 1965
- N. sumarana Sziráki, 1997
- N. yemenica Monserrat, 1997